# ビデオ会議

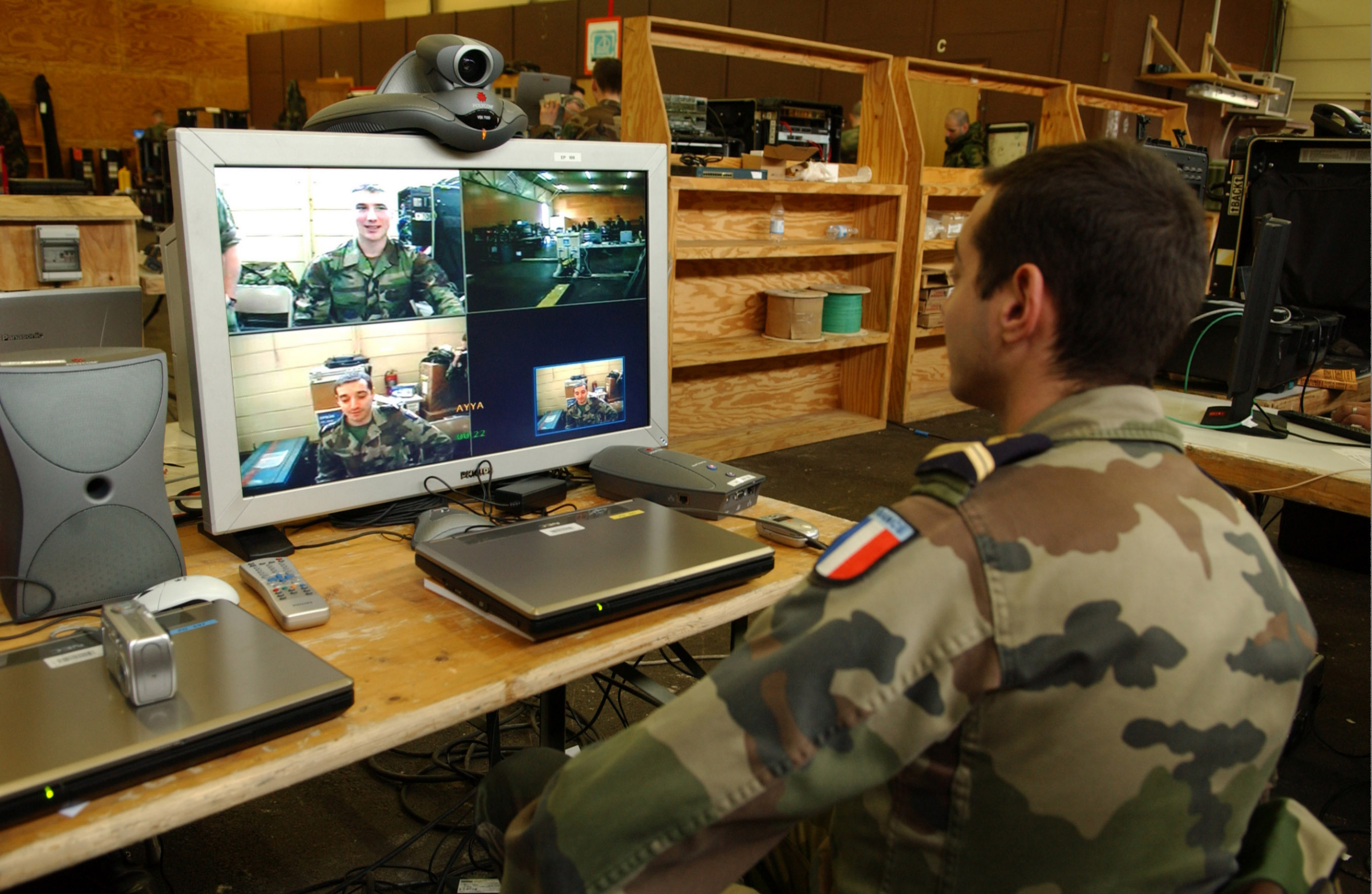
軍隊でのビデオ会議（2006年、ボスニア・ヘルツェゴビナにて）

ビデオ会議（ビデオかいぎ、英: Videoconferencing）とは、対話型電気通信テクノロジーにより複数の遠隔地を結んで双方向の画像および音声による会議を行うこと。グループウェアの一種でもある。会議向けに設計されているという点で個人向けのテレビ電話とは異なる。テレビ会議あるいはTV会議とも呼ばれる。

## 歴史

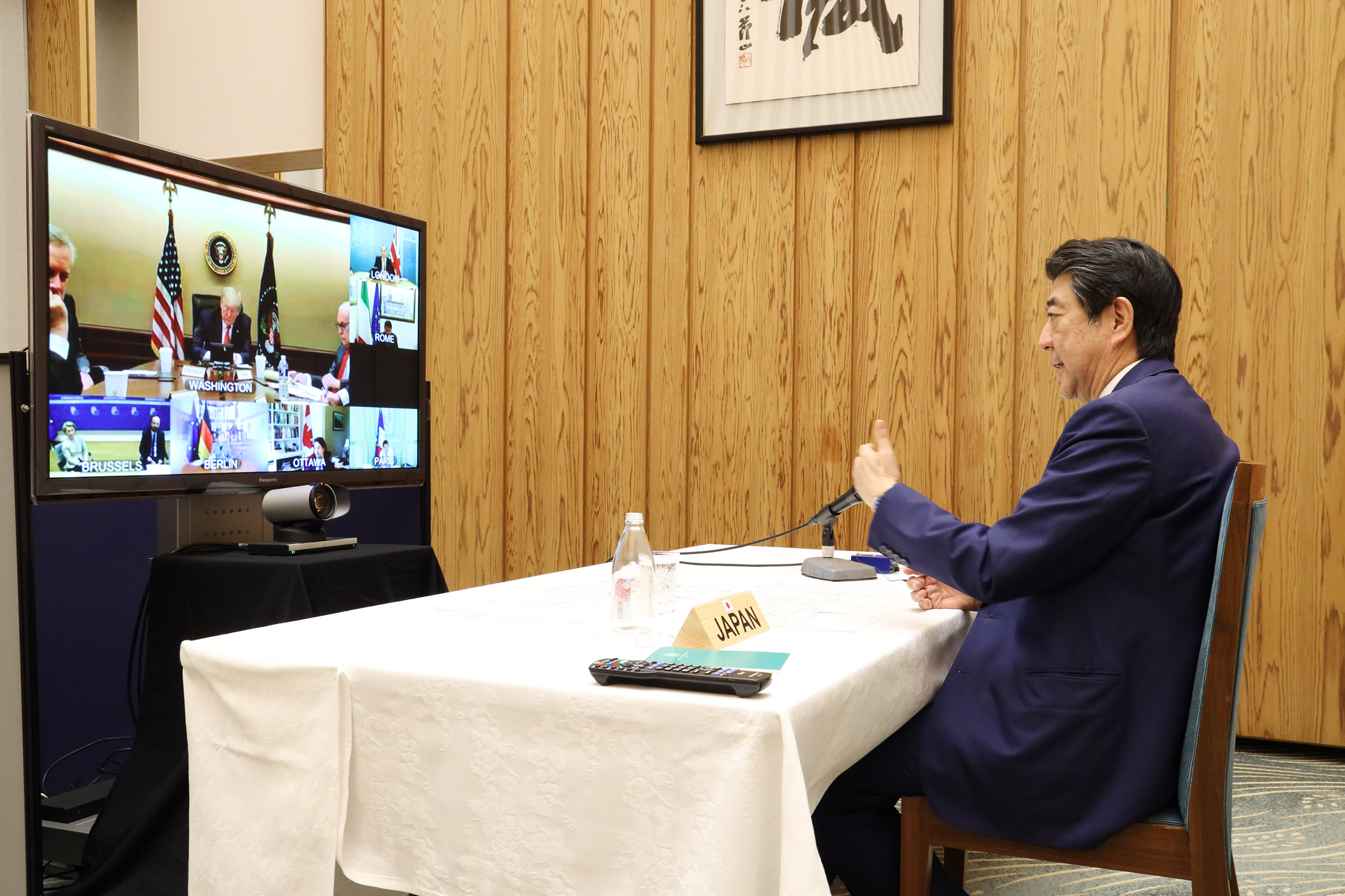
G7のビデオ会議（2020年、総理大臣官邸にて）

単純なアナログ方式のビデオ会議はテレビの発明とほぼ同時に実現された。この場合、システムは2台のCCTVシステムをケーブルで接続する。世界初の有人宇宙飛行で、NASAは双方向の無線リンク（UHFまたはVHF）を使った。テレビ局では遠隔地からのリポートなどで普通にビデオ会議的なシステムを使用している。その後、人工衛星によるリンクを使ったものが一般化してきた。
この技術は非常に高価であったため、遠隔医療、遠隔教育、ビジネス会議などといった普通の活動に（特に遠隔であればあるほど）使われることはなかった。電話回線網を使った低品質のビデオ会議システムの試み（AT&Tなどが実施）は、当時のビデオ圧縮技術が貧弱であったこともあり、品質が低すぎて一般化することはなかった。1970年代の1MHzの帯域幅と6Mbpsのビットレートのテレビ電話も広く普及するには至らなかった。
1980年代になって、デジタル電話回線網（ISDNなど）が利用可能となり、圧縮された動画と音声の転送に最低限必要なビットレート（一般に128Kビット/秒）が保証されるようになった。ISDNネットワークを利用したビデオ会議システムがいくつか市販されるようになり、世界的に広まっていった。ビデオ会議システムは1990年代に専用装置から、汎用のハードウェアとソフトウェアを利用したものに進化していった。そして、IPベースのビデオ会議が登場し、さらに効率的なビデオ圧縮法が開発され、パーソナルコンピュータによるビデオ会議が可能となった。IPベースのビデオ会議システムとしては、以下のようなものが開発された。

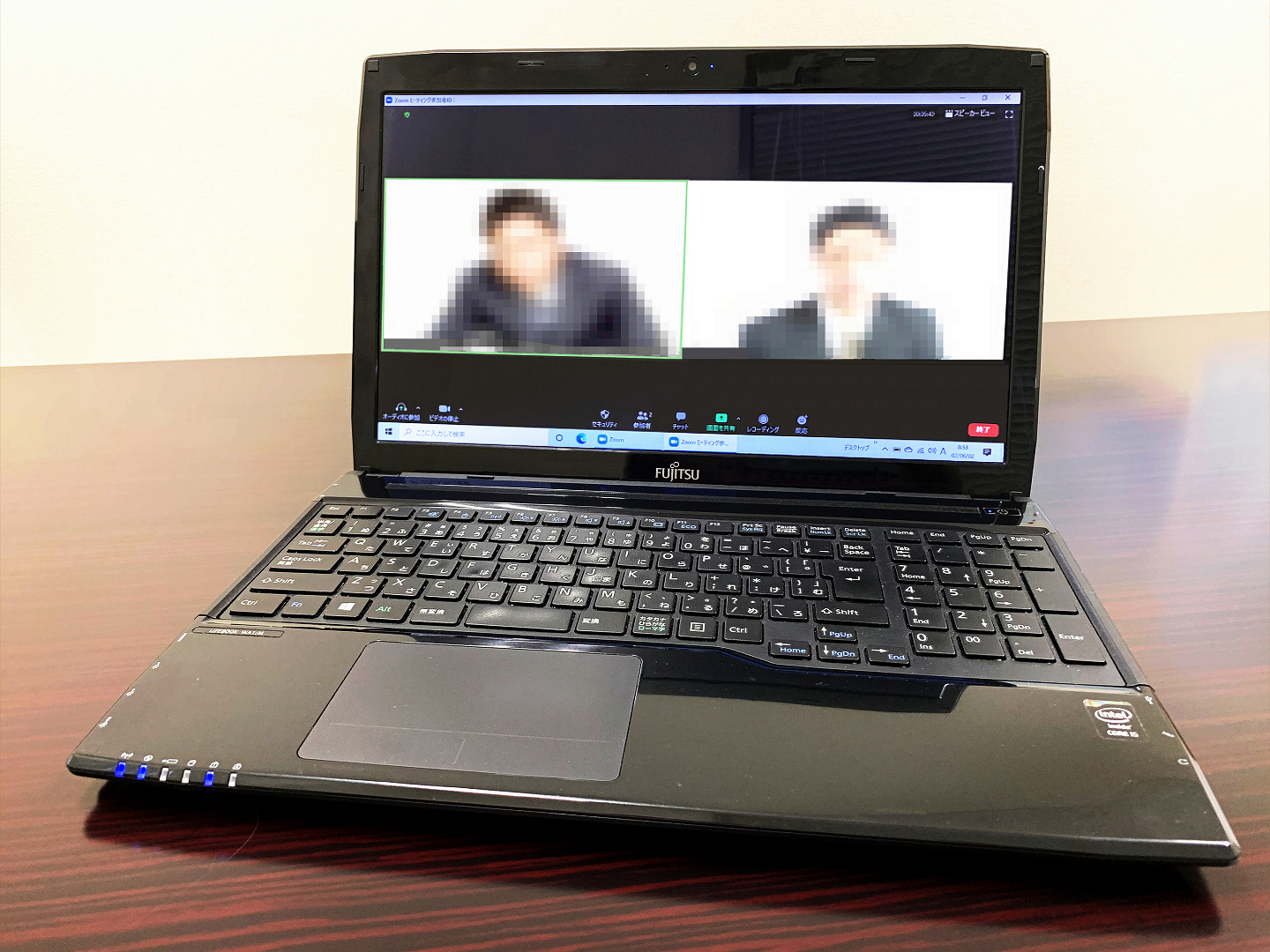
ノートパソコンを利用した「Web会議」

- CU-SeeMe: コーネル大学 Tim Dorcey 他（1992年）
- IVS: INRIA（1992年）
- NetMeeting: マイクロソフト（1996年）
- Yahoo! Messenger: Yahoo!（1998年）
- MSN Messenger: マイクロソフト（1999年）
- Fresh Voice: エイネット（2000年）
- MeetingPlaza(ミーティングプラザ): NTTテクノクロス（2001年）
- Skype: Skype Technologies（2003年）
- iChat AV: Apple Computer (2003年)

## 技術

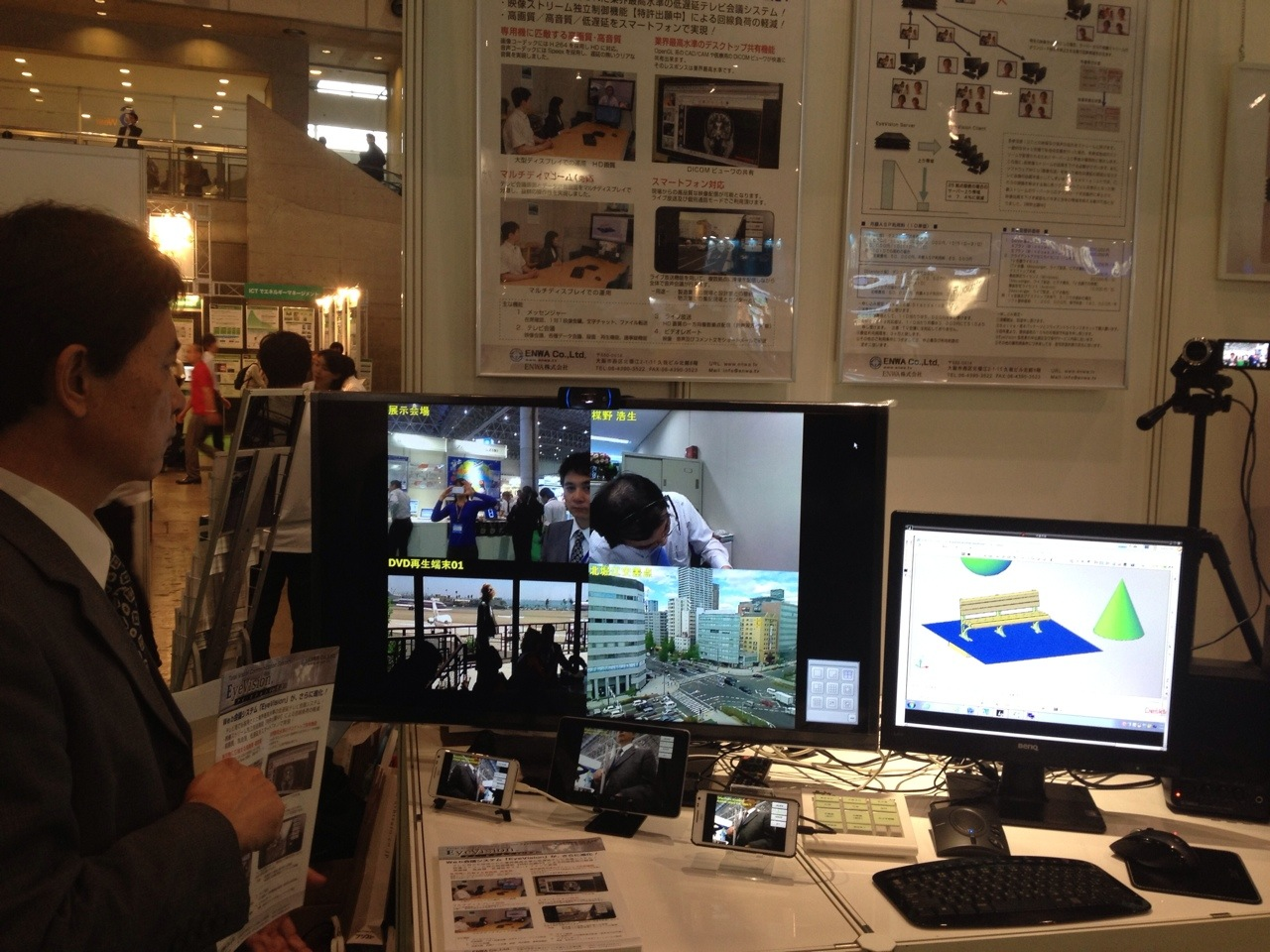
最新のビデオ会議システム（ENWA）展示会

ビデオ会議の中核となる技術は動画と音声のリアルタイムでのデジタル圧縮技術である。このような圧縮を行うハードウェアやソフトウェアをコーデック（coder/decoder）と呼ぶ。圧縮率は最高で 1:500 にもなる。圧縮されたデータがパケット単位に分割され、何らかのコンピュータネットワーク上を転送される。モデムを使えば、電話回線網を使うこともでき、低品質ながらテレビ電話も実現できる。
ビデオ会議システムには他に以下のような要素が必要とされる:
- ビデオ入力機器: ビデオカメラまたはWebカメラ
- ビデオ出力機器: ディスプレイ、テレビ、プロジェクタ
- 音声入力機器: マイクロフォン
- 音声出力機器: ディスプレイに付属するスピーカーか、電話
- データ転送機器: 電話回線網、LAN、インターネット

ビデオ会議システムは実現形態によって以下の2種類に分類される:
1. 専用システム - 必要なものをパッケージ化した製品で。コンソールにリモコン付きの高品質ビデオカメラが付属する。カメラは遠隔から左右に首を振ったり（pan）、上下に向けたり（tilt）、ズームさせたり（zoom）といった動作が可能である。このため、PTZカメラとも呼ばれる。コンソールには必要なインタフェースが全て装備されており、制御用コンピュータやコーデックが内蔵されている。コンソールには無指向性のマイクロフォンとスピーカー付きのモニターやプロジェクタを接続する。専用ビデオ会議システムは以下のようにいくつかの種類が存在する:
  1. 大規模ビデオ会議システム - 大きな会議室向けの高価な機器
  2. 小規模ビデオ会議システム - 小さめの会議室向けのやや安価な機器
  3. 個人用ビデオ会議システム - 個人むけの安価な機器。カメラやマイクロフォンはコンソールに組み込まれている。
2. デスクトップシステム - 一般のパーソナルコンピュータに接続してビデオ会議を可能にする機器。コーデックや転送用インタフェースを備えたボードに適当なカメラやマイクロフォンを接続して使用する。一般に H.323 標準規格に準拠している。最近ではWeb会議システムと総称される事が多い。

### エコー除去
ビデオ会議システムの基本機能の1つとして、エコー除去がある。エコー除去は、音声出力（スピーカー）の音声がある時間後に再びコーデックの音声入力（マイクロフォン）に拾われてしまったときに発生するエコーを検出するアルゴリズムである。エコー除去をしない場合、遠隔にいる人が自分の声が戻ってくるのを聞いてしまったり、強烈な残響によって聞きにくくなったり、ハウリングが発生したりする。エコー除去はプロセッサ能力を要する処理で、一般に微妙な間隔の音声の繰り返しを処理する。

### 多地点間ビデオ会議
3地点以上でのビデオ会議には、一般に「多地点接続装置」（Multipoint Control Unit、MCU）を利用する。これは複数の発信地からの信号を中継する装置である。各地点からMCUに接続するか、MCUから会議参加予定地点に順次接続する。MCUにはIP用のものとISDN用のものがある。また、完全にソフトウェアで実現されたMCUもあるし、ハードウェアとソフトウェアの組合せで構成されるMCUもある。MCUが制御可能な接続数は様々で、データ転送能力や利用可能なプロトコルも様々である。また、複数地点を同時に画面表示する機能を持つものもある。
MCU は独立した機器の場合もあるが、ビデオ会議システムに組み込まれている場合もある。
システムによっては、MCUを使わずに多地点間会議を実現できる。その場合、H.323 標準規格に基づいた "decentralized multipoint" という技術を利用し、各地点から直接他の複数地点にデータを送る。この方式の利点は、中継地点がないために動画と音声が高品質となる点である。また、MCUが利用可能か気にせずに多地点間の会議を急に行うことが可能である。ただし、この場合、複数地点とデータを直接やりとりするため、ネットワークの帯域幅は広くなければならない。

## 問題点
ビデオ会議に使える機器は普及しているにも関わらず、コミュニケーション手段としてのビデオ会議の普及を妨げている原因として、以下の2つが挙げられている。
1. アイコンタクト: 会話においてアイコンタクトが重要であることが知られている[2]。電話では相手の顔が見えないが、ビデオ会議では顔が見えるぶんだけ、視線が間違った印象を与えてしまう。この問題に対処しようと、ステレオ方式で正しい視線の画像を合成する研究が進められている[注 1]。
2. 見られているという意識: ビデオ会議の2番目の問題は、カメラが存在し、場合によっては記録されて残るという点である。音声だけならば、見た目を気にする必要はない。Alphonse Chapanis の初期の研究によれば、カメラを意識してしまうためにコミュニケーションに悪い影響を与えることが示された。

アイコンタクトの問題は技術の進歩で解決されると思われるが、「見られているという意識」の問題は人々がビデオ会議に慣れるしかない。

## 標準規格
国際電気通信連合(ITU)は、ビデオ会議に関する3つの標準規格を策定した。
1. ITU H.320 - ISDN上のビデオ会議の2種類の規格（Basic Rate Interface (BRI)、Primary Rate Interface (PRI)）。T1 や人工衛星によるネットワークにも使われる。
2. ITU H.323 - Internet Protocol (IP) 上のビデオ通信の標準規格。VoIPにも適用される。
3. ITU H.324 - 公衆交換電話網上でのアナログのビデオ転送規格。

最近では、IP上のビデオ会議が最も一般化してきつつある。政府や軍関係などでは H.320 の ISDN ビデオ会議が多いが、価格低下とブロードバンドの普及により、H.323 の IPビデオ会議が普及してきている。H.323 の利点は、デジタル加入者線などの高速インターネット接続がある人なら誰でもアクセス可能という点である。
さらに IP が好まれる理由として、Web会議という形でビデオ会議を設定することが容易である。この形態では様々なマルチメディア環境を会議で簡単に利用することができる。

## 一般への影響
それなりのコストで高速インターネット接続が広く可能となり、ビデオキャプチャなどの技術コストも低下している。そのため、Webカメラとパーソナルコンピュータやソフトウェアによるコーデックなどを組合わせて簡単に誰でもビデオ会議が可能となってきた。ハードウェアの性能は向上し続けており、価格も低下し続けている。フリーなソフトウェアも登場して、ソフトウェアによるビデオ会議は誰でも可能な時代となった。

## 医療への影響
ビデオ会議は、リアルタイムの遠隔医療（診断、問診、医用画像の転送など）での応用で重要な役割を果たす。ビデオ会議システムを使えば、患者が看護師や医師と緊急時に連絡をとったり、遠隔の専門家同士が症例について話し合うことが可能となる。特に僻地での診断用途に活用できるようになれば、多くの生命を救うことに繋がる。顕微鏡に接続可能なデジタルカメラ、ビデオ内視鏡、超音波検査用画像機器、オトスコープなどをビデオ会議システムと接続して、患者のデータを送ることも可能である。
- 2012年2月20日 長野県看護大学の北山秋雄教授や民間企業であるENWAなどとの共同プロジェクトチームは遠隔地域からの患者の診断や要介護者の様子のが分かる医療・福祉用システムを共同開発。2月20日に初公開した。一般に普及しているインターネット回線とパソコンを利用し、病院や福祉施設と一般家庭を結び画像と音声を相互通信するシステムである。大容量データを通常よりも短時間で圧縮して送る技術を独自に開発することに成功した。これにより交通が不便な僻地や災害時の医療や介護に大きな道を開いた。既存のシステムでは高コストが問題であったが、低コスト化を可能にした[3]。

## ビジネスへの影響
ビデオ会議により、遠隔にいる個人同士が簡単に会議を行うことが可能となる。旅行にかかる時間と金を節約して会議を開くことが可能である。VoIPのような技術をビデオ会議を共に利用して、オフィスの自分の席で会議が可能となる。同様の技術は従業員が在宅で働くテレワークにも活用される。
テレプレゼンス会議は、会議参加者を等身大でリアルタイムに表示することで臨場感を増す。これはビジネスでの会議の概念に衝撃を与えつつある。
ビデオ会議をウェブサイトに導入し、職場にいたままビジネスを迅速に進めるという形態が増えつつある。2020年における緊急事態宣言で、テレワークが推進され、30％あまりの企業が導入した。ビデオ会議システムには、ベンダーのものから、フリーソフトまで多様。なかにはセキュリティに問題がありビジネスでの使用が懸念されたものもあり、使用には事前に脆弱性の確認が必要。